# Liebe macht blind (1925)
Liebe macht blind ist eine deutsche Stummfilmkomödie aus dem Jahre 1925 von Lothar Mendes mit Lil Dagover, Conrad Veidt und Georg Alexander in den Hauptrollen. Emil Jannings ist in einer Gastrolle als er selbst zu sehen. 

## Handlung
Die schöne Diane ist mit dem etwas geckenhaften und selbstverliebten Viktor verheiratet, der offensichtlich, weil sie ihm zu brav und anständig erscheint, ganz schamlos mit anderen Frauen herumschäkert. Dies zumindest glaubt Diane, da Viktor in letzter Zeit angeblich ständig Geschäftsterminen nachkommen muss. In dem von sich als Hypnotiseur überzeugten, etwas linkischen, bebrillten Dr. Dalmare, der ihren Gatten bereits einmal von seinen Hypnose-Fähigkeiten überzeugen konnte, gäbe es einen geeigneten Ersatz, zeigt dieser doch großes privates Interesse an Diane. Und so versucht Dr. Dalmare seine Kunst der Suggestion an der verheirateten Frau, die das Hypnose-Spielchen mitmacht, obwohl es keinerlei Wirkung auf sie ausübt. 
Diane tut also so, als stände sie unter Dalmares Bann und beginnt ihr eigenes Ich zu kopieren, aber diesmal in der Rolle einer Femme fatale. So möchte sie sich nämlich ihrem eigenen Gatten, der derzeit heftig mit der schönen Evelyn flirtet, nähern, um diesen für sich zurückzugewinnen. In Verkleidung und maskiert, becirct sie den wankelmütigen Gatten, der – Liebe macht blind – seine eigene Frau in dieser Aufmachung nicht erkennt und die vorgebliche „Fremde“ auf einmal nicht mehr als treu-brav und tugendhaft-langweilig, sondern vielmehr als sehr interessant empfindet. Zu guter Letzt gelingt es Diane, ihren Schlawiner-Gatten Viktor zurückzuerobern, während der arme Liebestor Dr. Dalmare das Nachsehen hat.

## Produktionsnotizen
Liebe macht blind entstand zwischen April und Juni 1925 auf dem UFA-Freigelände in Neubabelsberg. Der Film wurde mit Jugendverbot belegt. Die Uraufführung des Fünfakters mit einer Länge von 1856 Metern erfolgte am 2. Oktober 1925 im Berliner Uraufführungstheater Königstadt.
Die Filmbauten entwarf Hans Jacoby. 

## Filmfehler
Das Kino-Journal monierte in einer zeitgenössischen Reportage, Regisseur Mendes habe sich einen ziemlich drastischen Filmfehler erlaubt: In einer Szene schlägt Lil Dagovers Diane wütend eine Tür zu, woraufhin eine Porzellanfigur von einer Konsole fällt und zerbricht. Daraufhin schlägt ihr Filmgatte ebenfalls die Tür zu, woraufhin auch die zweite Figur fällt und kaputtgeht. In der Schlussszene, wo sich das Ehepaar wieder versöhnt, stehen beide Figuren dann unbeschädigt auf den Konsolen.

## Kritiken
Die Kärntner Zeitung sah in dem Film „eine Satyre auf den Filmdilettantismus, lustig und grotesk“.
In der Salzburger Chronik heißt es: „Die Frau, [von] Lil Dagover meisterhaft gespielt, versteht es zusammen mit K. Veidt als Arzt und Hypnotiseur die komischen Szenen mit Kunst und Humor bestens zur Wirkung zu bringen.“
Die Arbeiter-Zeitung hingegen fand Kritikwürdiges: „Der ziemlich verbrauchte Stoff wurde hier mit hypnotischen Experimenten und Szenen aus dem Filmatelier aufgeputzt. Lothar Mendes hat den Film sehr sauber inszeniert, aber nicht mit dem nötigen Tempo. Lil Dagover und Georg Alexander spielen die Hauptrollen mit viel Routine. Konrad Veidt, der sich diesmal als Komiker versucht, greift zu bedenklichen Uebertreibungen; dieser ausgezeichnete Schauspieler sollte es sein lassen, Rollen zu spielen, die ihm so gar nicht liegen.“